# Largitzen
Largitzen é uma comuna francesa na região administrativa de Grande Leste, no departamento Alto Reno. Estende-se por uma área de 5,62 km². Em 2010 a comuna tinha 326 habitantes (densidade: 58 hab./km²).